# Monochamus variegatus
Monochamus variegatus là một loài bọ cánh cứng trong họ Cerambycidae.